# 59-й гвардейский танковый полк
59-й гвардейский танковый Люблинский дважды Краснознамённый, орденов Суворова и Кутузова полк (сокр. 59 тп, в/ч 94018) — тактическое формирование Сухопутных войск Российской Федерации.
Полк находится в составе 144-й гвардейской мотострелковой дивизии с пунктом постоянной дислокации в г. Ельня.

## История
Ведёт историю от 99-й танковой бригады РККА, переформированной в 59-ю гвардейскую танковую бригаду в 1943 году.
16 июля 1945 года 59-я гвардейская танковая бригада 8-го гвардейского танкового корпуса переформирована в 59-й гвардейский танковый полк 8-й гвардейской танковой дивизии, от которой полк унаследовал почётное наименование «Люблинский», гвардейское звание, ордена и боевую славу.
59-й гвардейский танковый Люблинский дважды Краснознамённый, орденов Суворова и Кутузова полк (в/ч 31764) был расформирован в 1957 году.
1 декабря 2018 года 59-й гвардейский танковый полк воссоздан в г. Ельня и вошёл в состав 144-й гвардейской мотострелковой дивизии.
4 ноября 2019 года командиру 59-го гвардейского танкового полка подполковнику А. Попову, перед строем личного состава, командующим 20-й гвардейской Краснознамённой общевойсковой армии гвардии генерал-лейтенантом А. С. Иванаевым, было вручено Боевое Знамя.
Во время вторжения России на Украину весной 2022 года погиб командир полка полковник Александр Беспалов.

## Отличившиеся воины
- Александр Эдуардович Крынин † (1996—2022)[5]